# Todsaporn Tengratanaprasert
Todsaporn Tengratanaprasert (thailändisch ทศพร เต็งรัตนประเสริฐ; * 2. August 1996 in Ubon Ratchathani) ist ein thailändischer Fußballspieler.

## Karriere
Todsaporn Tengratanaprasert spielte bis Ende 2015 in Roi Et beim Drittligisten Roi Et CF. Mit dem Verein trat er in der North/Eastern Region der Liga an. 2016 wechselte er zum ebenfalls in der North/Eastern Region spielenden Ubon Ratchathani FC. Nach einer Spielzeit wechselte er im Januar 2017 für zwei Jahre zum Zweitligisten Krabi FC. Am Ende der Saison 2018 musste er mit Krabi in die dritte Liga absteigen. Nach dem Abstieg verließ er den Verein und schloss sich die Saison 2019 dem Zweitligisten Ubon UMT United FC. Für den Verein aus Ubon Ratchathani bestritt er ein Ligaspiele. Am Ende der Saison musste er mit Ubon den Weg in die dritte Liga antreten. Im Januar 2020 verpflichtete ihn der Viertligist Surin Khong Chee Mool FC. Mit dem Verein aus Surin spielte er in der North/Eastern Region der Liga. Nach dem zweiten Spieltag wurde die Saison wegen der COVID-19-Pandemie unterbrochen. Während der Unterbrechung beschloss der thailändische Verband, dass nach der Wiederaufnahme des Spielbetriebs die dritte- und die vierte Liga zusammengelegt werden. Fortan spielte er mit Surin in der dritten Lige. Hier trat man auch in der North/Eastern Region an. In Surin stand er bis Saisonende unter Vertrag. Die Hinrunde 2021/22 spielte er beim Ligarivalen Nakhon Ratchasima United FC in Nakhon Ratchasima. Nachdem sein Vertrag im Dezember 2021 nicht verlängert worden war, war er von Dezember 2021 bis Juli 2022 vertrags- und vereinslos. Der Siam FC, ein Drittligist, der in der Bangkok Metropolitan Region spielte, nahm ihn Ende August 2022 unter Vertrag. Nach der Hinrunde wechselte er im Januar 2023 zum in der North/Eastern Region spielenden Khon Kaen Mordindang FC. Nach fünf Ligaspielen für den Klub aus Khon Kaen wurde sein Vertrag im Sommer 2023 nicht verlängert.